# پونانی
«پونانی» (به انگلیسی: Punani) آهنگی از خواننده رپ آمریکایی سیکس‌ناین است. این آهنگ در ۲ اوت سال ۲۰۲۰ همراه با یک موزیک ویدئو منتشر شد،به عنوان چهارمین آهنگ از آلبوم استودیویی دوم او، تتل‌تلز، که در ۴ سپتامبر سال ۲۰۲۰ منتشر شد.

## پیوند ب بیرون
- پونانی در ویکی‌پدیای انگلیسی